# Церковь Святого Олафа (Новгород)
Церковь святого Олафа — христианский храм в средневековом Новгороде, построенный готландскими купцами на Торговой стороне у Торга на Готском торговом дворе Ярославова Дворища, основанном в XII веке. Церковь существовала до XIV века.
Освящена была в честь скандинавского святого — короля Норвегии Олафа II. Церковь называли «варяжской божницей». На раскопках Николо-Дворищенского собора на Ярославовом Дворище в Великом Новгороде в 2007 году обнаружили пломбу XV века с изображением святого Олафа.
Святой Олаф является последним по времени западным святым (до Великой схизмы 1054 года), почитаемым также и на христианском православном Востоке. В России во имя святого Олафа были освящены храмы не только в Новгороде, где он жил несколько лет, но и в Ладоге.
Церковь известна в скандинавских источниках историей о «Чудесном исцелении немого раба в церкви Св. Олафа в Хольмгарде».